# مجموعة غير قابلة للعد
في الرياضيات، مجموعة غير قابلة للعد هو مجموعة عدد عناصرها غير منته وأكبر من أن يُعد. هي المجموعة التي يكون عددها الأصلي أكبر من العدد الأصلي لمجموعة الأعداد الطبيعية.